# Gösta Lindberg (arkitekt)
Gösta Christer Lindberg, född 7 augusti 1936 i Stora Malms församling, Södermanlands län, är en svensk arkitekt.
Lindberg, som är son till civilingenjör Sten Lindberg och Inga Holmberg, utexaminerades från Chalmers tekniska högskola 1962. Han var anställd hos arkitekt Arne Nygård i Göteborg 1962–1964 och stadsarkitekt i Åmåls stad från 1964.